# Nederlandse gemeenteraadsverkiezingen 1953
De Nederlandse gemeenteraadsverkiezingen 1953 waren reguliere gemeenteraadsverkiezingen in Nederland. Zij werden gehouden op 27 mei 1953.

## Geen verkiezingen in verband met herindeling
In de volgende gemeenten werden op 27 mei 1953 geen reguliere gemeenteraadsverkiezingen gehouden omdat zij recent betrokken geweest waren bij een grenswijzigingsoperatie:
- Grenswijziging per 1 januari 1952

In de gemeenten Loenen en Loosdrecht waren herindelingsverkiezingen gehouden op 18 december 1951.

## Uitgestelde reguliere verkiezingen
Door de watersnood van 1 februari 1953 konden de reguliere verkiezingen in een aantal gemeenten niet op de geplande datum plaatsvinden. Reguliere verkiezingen werden later in 1953 gehouden op de volgende data:
| Gemeente         | Verkiezingsdatum |
| ---------------- | ---------------- |
| Heenvliet        | 15 juli          |
| Den Bommel       | 22 juli          |
| 's-Gravendeel    | 22 juli          |
| Herkingen        | 22 juli          |
| Ooltgensplaat    | 22 juli          |
| Abbenbroek       | 29 juli          |
| Nieuwe Tonge     | 29 juli          |
| Oudenhoorn       | 29 juli          |
| Zuidland         | 29 juli          |
| Bruinisse        | 27 augustus      |
| Middelharnis     | 2 september      |
| Sommelsdijk      | 2 september      |
| Stellendam       | 4 september      |
| Strijen          | 9 september      |
| Zuid-Beijerland  | 23 september     |
| Krabbendijke     | 21 oktober       |
| Rilland-Bath     | 21 oktober       |
| Waarde           | 21 oktober       |
| Noordgouwe       | 28 oktober       |
| Sint Philipsland | 28 oktober       |
| Zonnemaire       | 28 oktober       |
| Brouwershaven    | 11 november      |
| Dreischor        | 25 november      |
| Oude Tonge       | 9 december       |
| Stavenisse       | 16 december      |

## Opkomst
| 1953                     | # stemmen | %     |
| ------------------------ | --------- | ----- |
| Kiesgerechtigden         | 5.795.695 |       |
| Niet opgekomen           | 365.158   | 6,30  |
| Opkomst                  | 5.430.537 | 93,70 |
| Ongeldige/blanco stemmen | 200.582   | 3,69  |
| Geldige stemmen          | 5.229.955 | 96,31 |

## Landelijke uitslagen
| Naam partij                     | # stemmen | % stemmen |
| ------------------------------- | --------- | --------- |
| overige partijen en combinaties | 524.914   | 10,04     |
| KVP                             | 1.671.943 | 31,97     |
| PvdA                            | 1.466.802 | 28,05     |
| VVD                             | 422.528   | 8,08      |
| ARP                             | 385.170   | 7,36      |
| CHU                             | 351.343   | 6,72      |
| CPN                             | 274.728   | 5,25      |
| SGP                             | 71.426    | 1,37      |
| KNP                             | 31.892    | 0,61      |
| GPV                             | 29.209    | 0,56      |